# Инени
Ине́ни (ок. 1510—1470 до н. э.) — древнеегипетский архитектор и государственный деятель периода XVIII династии Нового царства. Под руководством Инени велось сооружение целого ряда строительных проектов в правление фараонов Аменхотепа I, Тутмоса I, Тутмоса II, Тутмоса III и Хатшепсут.

## Биография
Инени происходил из аристократической семьи судьи Инени и знатной дамы Сит-Джехути.
Его жизнь условно делится на периоды правления фараонов:

#### При Аменхотепе I (1524—1504 до н. э.)[6]
На стеле утеряно начало карьеры, содержащей имя фараона, и говорится о возведении южных врат «в 20 локтей из белого айянского известняка» Карнакского храма. Эти ворота позже обнаружили под более поздней кладкой. Створки дверей из азиатской «меди цельного листа, а части из электрума». Этот заупокойный храм Аменхотепа, связанный с первым юбилеем хеб-сед обнаружил Вильгельм Шпигельберг в 1896 году в Дра-Абу-эль-Нага западной части Фив.

#### При Тутмосе I (1504—1492 до н. э.)[6]
Инени занимался многими строительными проектами фараона, среди которых пилоны и два обелиска (один стоит и сегодня) Тутмоса I, а также гипостильный зал в Карнакском храме. Также Инени разработал кедровые флагштоки, называемые египтянами senut. При этом фараоне Инени получил должность сановника, руководил строительными работами, полевыми работами для подношений и зернохранилищем. В должности «Хранителя двойного зернохранилища Амона» возвёл защитную стену вокруг фиванского храма. Построил первую царскую гробницу в Долине царей для Тутмоса I (KV20) в строжайшей секретности (найдена Говардом Картером в 1903 году) и ещё одну маленькую гробницу (KV38) для него же.

#### При Тутмосе II
Инени на своей стеле признаётся, что сохранил милость нового правителя, достиг преклонных лет в почёте.

#### При Тутмосе III и Хатшепсут
Инени активно поддерживал восхождение на престол царицы Хатшепсут, покровительствовавшей искусствам. Вероятно, он сыграл важную роль в её коронации после 1479 до н. э. Хотя главными архитекторами стали Хапусенеб и Сенмут, Инени надзирал за сооружением ряда объектов и при Хатшепсут.
Инени носит титулы: «Хранитель двойного зернохранилища Амона», «Руководитель работами в Карнаке», «Хранитель печати храма Амона».
Судя по рисункам деревьев (451 вид) в гробнице Инени, он увлекался садоводством.
Умер в правление Тутмоса III (1479—1425 до н. э.).

## Гробница
Сведения об Инени известны благодаря автобиографической надписи на стеле в его гробнице TT81 в Абд-эль-Курне (Фивы), которая считается важнейшей среди нецарских гробниц первой половины XVIII династии. Э. Джиобек полагает, что как и многие усыпальницы конца XI династии гробница оказалась заброшенной в связи с переездом знати в новую столицу Иттауи и позже присвоенную Инени. Он перестроил её в Т-образную форму, ставшую стандартной в Фиванском некрополе. В глубине прохода представлена скульптурная композиция Инени, его жены и его родителей.